# Аллегре, Марк
Марк Аллегре (фр. Marc Allégret, 23 декабря 1900, Базель, Швейцария — 3 ноября 1973, Париж, Франция) — французский кинорежиссёр.

## Биография
Родился в семье протестантского священника-миссионера Эли Аллегре (1865—1940), наставника и учителя известного французского писателя и лауреата Нобелевской премии по литературе Андре Жида. Жид был частым гостем в семье Аллегре и вступил в гомосексуальную связь с Марком, когда последнему было 15 лет. После этого Андре поддерживал близкие отношения с Марком на протяжении ряда лет и весьма болезненно реагировал на сближение Марка с режиссёром Жаном Кокто. Близкие отношения Андре Жида с Марком Аллегре закончились после их совместной поездки по Африке в 1926, когда Аллегре обнаружил, что женщины привлекают его больше. Тем не менее они оставались добрыми друзьями до самой смерти Жида в 1951 году.
Аллегре окончил Школу политических наук в Париже, получив диплом по юриспруденции, но по специальности работать не стал. Во время поездки в Африку с Андре Жидом в 1926 Марк вёл киносъёмку их путешествия, этой ленте он дал название «Путешествие в Конго» (Voyage au Congo) — короткометражный документальный фильм (1927); в том же году под тем же названием вышел дневник Андре Жида, который он вел в африканской поездке. После этого Марк Аллегре полностью посвятил себя кинематографии. Несколько лет работал ассистентом у Робера Флорея и Огюста Женина. Недолгое время проработав ассистентом, Аллегре начал снимать игровое кино. Следом за ним в кинематограф пришёл и его младший брат Ив Аллегре, тоже ставший известным режиссёром.
В первые годы звукового кино (начало 1930-х) Марк ставил преимущественно фильмы по пьесам, пользовавшимися успехом на сценах парижских театров: «Мадмуазель Нитуш» (1931), «Фани» (1932).
В 1934 поставил фильм «Озеро дам» (и завёл роман с исполнительницей главной роли Симоной Симон), в 1936 — «На взгляд Запада». В сотрудничестве со сценаристами А. Жансоном и А. Кайатом, композитором Ж. Ориком, оператором К. Матра Аллегре поставил фильмы «Буря» (1937), «Грибуй» (1937).
Вторая мировая война прервала работу Аллегре над фильмом «Корсар». Во время оккупации Франции Аллегре снял несколько комедий, в том числе «Фелиси Нантёй» (1943) и «Малышки с набережной цветов» (1944), где дебютировал Жерар Филипп. После войны снял фильм «Петрюс», где снова сошлись Симона Симон и Фернандель, а затем снял 3 фильма в Великобритании.
В отличие от брата Ива Аллегре, который снимал остросоциальные ленты, а также экранизировал известных писателей, таких как А. Камю или Э. Золя, Марк Аллегре был специалистом в «лёгких» жанрах. Свои лучшие фильмы режиссёр снял в 1930-е годы, в послевоенный же период в его карьере заметных успехов не было. Мелодрамы, комедии, водевили Марка пользовались большим успехом в прокате, в них снимались практически все «звёзды» французского кино 1930—1960-х годов. Фернандель начинал карьеру в первых лентах Аллегре («Самая лучшая хозяйка», «Белое и чёрное»), в «Зузу» появился молодой Жан Габен. В дальнейшем Аллегре работал с Арлетти («Приключение в Париже»), с Даниэль Делорм («Малышки с набережной цветов»), с Анни Жирардо («Любовь — игра») и с Катрин Денёв («Софи» в альманахе «Парижанки»).
Вернувшись во Францию из Великобритании, Аллегре снял в 1952 году документальный фильм «С Андре Жидом», в 1953 — «Жюльетта», где было задействовано целое созвездие известных актёров — Жан Маре, Жанна Моро, Дани Робен. В 1955 году поставил в Англии фильм «Любовник леди Чаттерлей». Это была первая экранизация скандального романа Д. Г. Лоуренса «Любовник леди Чаттерлей». Главную роль в фильме сыграла Даниэль Дарьё. В Европе в преддверии сексуальной революции эта картина вызвала ожидаемый интерес, но её появление в пуританской Америке вызвало небывалый скандал и судебный процесс.
В 1960-е Марк снял несколько документальных фильмов, а затем — свой последний художественный фильм «Бал графа д’Оржель», который был показан в 1970 году на открытии Каннского фестиваля.
Умер в Париже в 1973 году, похоронен на кладбище Гонар в Версале.

## «Открыватель талантов»
Марк Аллегре славился умением обнаруживать таланты. Найдя талантливого актёра, он делал из него «звезду». К числу таких «звёзд» принадлежат Симона Симон, Мишель Морган, Жан-Пьер Омон, Даниэль Делорм, Жерар Филип, Жанна Моро и Брижит Бардо.

## Личная жизнь
В 1938 году Марк Аллегре женился на актрисе Надин Фогель (развод).

## Фильмография

### Режиссёр
- 1970 — Бал графа д’Оржель / Le bal du comte d’Orgel
- 1966 — Lumiere
- 1963 — Гнусные обычаи / L’abominable homme des douanes
- 1962 — Парижанки / Les parisiennes
- 1961 — Демоны ночи / Les demons de minuit
- 1959 — Бандиты / Les affreux
- 1958 — Странное воскресенье / Un drole de dimanche
- 1958 — Будь красивой и молчи / Sois belle et tais-toi
- 1957 — Любовь — игра / L’amour est en jeu
- 1956 — Обрывая лепестки ромашки / En effeuillant la marguerite
- 1955 — Любовник леди Чаттерлей / L’amant de lady Chatterley
- 1955 — Будущие звёзды / Futures vedettes
- 1954 — L’eterna femmina
- 1954 — Влюбленный Парис / L’amante di Paride
- 1953 — Жюльетта / Julietta
- 1952 — Девушка и привидение / La demoiselle et son revenant
- 1952 — С Андре Жидом / Avec Andre Gide
- 1951 — Шантаж / Blackmailed
- 1950 — Мария Шапделен / Maria Chapdelaine
- 1948 — Бланш Фьюри / Blanche Fury
- 1946 — Петрюс / Petrus
- 1945 — Фелиси Нантёй / Felicie Nanteuil
- 1944 — Люнегард / Lunegarde
- 1944 — Малышки с набережной цветов / Les petites du quai aux fleurs
- 1943 — Les deux timides … в титрах не указан
- 1942 — Прекрасное приключение / La belle aventure
- 1942 — Арлезианка / L’arlesienne
- 1941 — Парад семи ночей / Parade en 7 nuits
- 1939 — Корсар / Le corsaire
- 1938 — Вход для артистов / Entree des artistes
- 1938 — Буря / Orage
- 1937 — Andere Welt
- 1937 — Дама Малаки / La dame de Malacca
- 1937 — Простофиля / Gribouille
- 1936 — Капризные любовники / Les amants terribles
- 1936 — Приключение в Париже / Aventure a Paris
- 1936 — Глазами Запада / Sous les yeux d’occident
- 1935 — Прекрасные денечки / Les beaux jours
- 1934 — Зузу / Zouzou
- 1934 — Без семьи / Sans famille
- 1934 — Гостиница свободного обмена / L’hotel du libre echange
- 1934 — Озеро дам / Lac aux dames
- 1932 — Фанни / Fanny
- 1932 — Маленькая шоколадница / La petite chocolatiere
- 1931 — Я должен что-то вам сказать / J’ai quelque chose a vous dire (короткометражный)
- 1931 — Ночная атака / Attaque nocturne (короткометражный)
- 1931 — Мамзель Нитуш / Mam’zelle Nitouche
- 1931 — Белое и чёрное / Le blanc et le noir
- 1930 — Самая лучшая хозяйка / La meilleure bobonne (короткометражный)
- 1930 — Les amours de minuit

### Сценарист
- 1970 — Бал графа д’Оржель / Le bal du comte d’Orgel
- 1966 — Lumiere
- 1962 — Парижанки / Les parisiennes
- 1959 — Бандиты / Les affreux (в титрах не указан)
- 1958 — Будь красивой и молчи / Sois belle et tais-toi
- 1956 — Обрывая лепестки ромашки / En effeuillant la marguerite
- 1955 — Любовник леди Чаттерлей / L’amant de lady Chatterley
- 1955 — Будущие звёзды / Futures vedettes
- 1954 — Влюбленный Парис / L’amante di Paride
- 1952 — С Андре Жидом / Avec Andre Gide
- 1950 — Мария Шапделен / Maria Chapdelaine
- 1946 — Петрюс / Petrus
- 1941 — Парад семи ночей / Parade en 7 nuits
- 1939 — Корсар / Le corsaire … адаптация
- 1934 — Гостиница свободного обмена / L’hotel du libre echange
- 1934 — Озеро дам / Lac aux dames
- 1932 — Маленькая шоколадница / La petite chocolatiere
- 1931 — L’amour a l’americaine
- 1931 — Мамзель Нитуш / Mam’zelle Nitouche (адаптация).

### Художник
- 1931 Белое и чёрное / Le blanc et le noir
- 1930 L’amour chante (постановщик)